# カール・カルステンス
カール・カルステンス（Karl Carstens, 1914年12月14日 - 1992年5月30日）は、旧西ドイツの政治家。ドイツキリスト教民主同盟 (CDU) 所属。1976年から1979年までドイツ連邦議会議長を務めた後、第5代連邦大統領に選出された（任：1979年 - 1984年）。

## 経歴

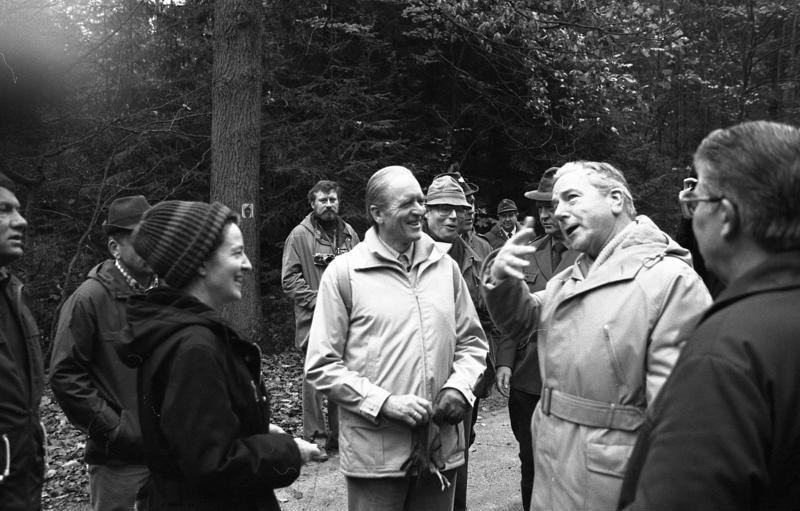
山歩き中に市民と談笑するカルステンス（1979年）

カルステンスは、第一次世界大戦中にブレーメンに生まれる。父はブレーメンの商業学校の上級教師で学務委員だったカール・エミール・カーステンス（1877-1914）だが、彼が生まれる前にフランスで陸軍の中尉として参戦したが戦死した。母ゲルトルート・カルステンス、旧姓クラウゼン（1880-1963）とブッセ通り67番地のテラスハウスで数年間暮らした。 ブレーメンの子供画家アグネス・ザンダー＝プランプを名付け親に持つ。1933年にギムナジウムを卒業後、フランクフルト、ディジョン（フランス）、ミュンヘン、ケーニヒスベルク、ハンブルクの各大学で法学と政治学を専攻する。1936年に司法修習生、1938年に法学博士号を取得し、1939年には国家司法試験に合格している。ブレーメン地方裁判所にて弁護士見習いとなり、学業により兵役免除となったが、ドイツ国防軍に入営し、少尉として対空砲第26連隊に配属される。1945年まで第二次世界大戦に従軍。2度目の国家試験の後、裁判官の職を辞退した。1940年には軍曹、1941年には予備役軍曹、1942年にはドイツ空軍の中尉に昇進した。この間1940年から終戦までナチ党の党員だった。これについて彼は州裁判所長の慫慂によるもので、職業上の不利を避けるために入党したと説明したが、実際は1933年には突撃隊 (SA) に加入していた。
戦後弁護士免許を取得し、ブレーメンで開業。1948年、アメリカ合衆国コネチカット州のイェール大学に留学し、翌年法学修士号 (LL.M.) 取得。1949年から1953年までブレーメン市の法律顧問及び連邦政府連絡代表。1950年からはケルン大学で教鞭をとる。1952年、教授資格を取得。1954年、外務省に入省。1955年、CDUに入党。1955年までストラスブールの欧州評議会の西ドイツ政府常駐代表、のちボンにある本省に勤務。1958年、外務省西欧第一課長。1960年、ケルン大学の国法学及び国際法の教授に就任。
直後の1960年7月、外務事務次官に就任（1966年10月まで）。1966年12月からCDUとドイツ社会民主党 (SPD) の大連立政権で国防事務次官。1968年から翌年まで、クルト・ゲオルク・キージンガー首相の下で連邦首相府長官。1970年から1972年までボンにあるドイツ外交政策研究所所長。1972年、ドイツ連邦議会選挙にシュレスヴィヒ＝ホルシュタイン州から出馬して初当選。1973年5月から1976年10月まで、CDU・キリスト教社会同盟 (CSU) 幹事長として議会で野党第一党の代表となる。1976年の連邦議会選挙ののち、12月14日に連邦議会議長に選出された。
当時野党ながら連邦議会第一党だったCDUの連邦大統領候補として立候補し、1979年5月23日にヴァルター・シェールの後任として第5代連邦大統領に選出された。連邦大統領在任中は、山歩きを趣味としていることで知られ、山道で出会った人々との交流を無上の楽しみとしていた。外遊は16回、訪問先は22か国。国交樹立間もない中華人民共和国を西ドイツの元首として初めて訪問した。高齢を理由に二期目には立候補せず、1984年6月30日に退任。1992年5月29日深夜、脳卒中によりボン郊外メッケンハイムの自宅で死去した。故郷ブレーメンの墓地に葬られた。

## 家族・表彰

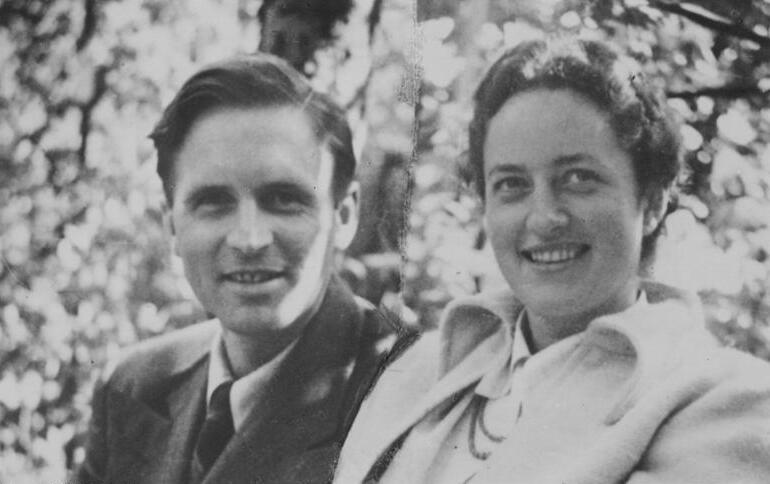
カールとヴェロニカ・カルステンス夫妻（1949年）

戦争中の1944年、後に内科医となるヴェロニカ夫人と結婚。二人に子どもはいなかった。夫妻は1982年に自らの名を冠した自然治癒とホメオパシー研究を助成する財団を設立している。
1984年にアーヘン市よりカール賞を授与される。ボンおよびベルリンの名誉市民。故郷ブレーメン市は、異例ながらカルステンスの生前にヴェーザー川にかかる第4の橋をカルステン橋と命名した。